# Henry van Lyck
Henry van Lyck, né le 15 janvier 1941 à Cologne et mort le 11 novembre 2010 à Munich, est un acteur allemand.
Il apparaît dans la série austro-allemande Ein Schloss am Wörthersee où il incarne le banquier malhonnête Thomas Kramer. De la fin des années 1980 au début des années 1990, Henry van Lyck joue le rôle de monsieur Kalinke dans la série Büro-Büro.
Dans la série télévisée allemande En quête de preuves (Im Namen des Gesetzes), il est le procureur général Gerhard Lotze. Il a par ailleurs fait quelques apparitions dans Inspecteur Derrick.

## Filmographie sélective

### Télévision
- 1979 - 2010 : Tatort (TV series)
- 1979 - 2009 : Le Renard (Der Alte) (TV series) - 10 épisodes
- 2008 : Soko brigade des stups (SOKO 5113)  - épisode « Teufelskirschen » (série télévisée) : Rudi Nachtmann
- 2005 : Soko brigade des stups (SOKO 5113) - épisode «  Familiengrab » (série TV) : Wilhelm Beermann
- 1994 - 2004 : En quête de preuves (Im Namen des Gesetzes) (séries TV) - 42 épisodes : Oberstaatsanwalt Dr. Gerhard Lotze
- 1981 - 2004 : Un cas pour deux  (Ein Fall für zwei) (TV series)
- 2004 : Alerte Cobra  - épisode « Für immer und ewig » (série TV) : Hans-Hubert Schäfer
- 1995 - 1999 : Contre Vents et Marées (Gegen den Wind)(TV series) - 48 épisodes
- 1985 - 1998 : Inspecteur Derrick (séries TV) - 13 épisodes
- 1991 - 1993 : Ein Schloß am Wörthersee (séries TV) - 16 épisodes : Thomas Kramer
- 1988 : Euroflics (TV series)  – épisode :  Zorro
- 1978 : Heidi (TV series) : Sebastian

### Cinéma
- 1968 : Venons-en au fait, mon trésor (Zur Sache, Schätzchen) de May Spils
- 1970 : Nicht fummeln, Liebling (de) de May Spils
- 1970 : Rouge sang (Rote Sonne) de Rudolf Thome
- 1976 : Le Coup de grâce (Der Fangschuß)  de Volker Schlöndorff : Borschikoff
- 1975 : L'Honneur perdu de Katharina Blum (Die verlorene Ehre der Katharina Blum oder: Wie Gewalt entstehen und wohin sie führen kann)  de Margarethe von Trotta et Volker Schlöndorff) : 'Scheich' Karl
- 1968 : Signes de vie (Lebenszeichen) de Werner Herzog :  Le lieutenant
- 1961 : Les Révoltés du bagne (Der Teufel spielte Balalaika) de Leopold Lahola : Kolitz